# Universidad Nacional Raúl Scalabrini Ortiz
La Universidad Nacional de San Isidro Raúl Scalabrini Ortiz  (UNSO) es una universidad pública argentina creada por ley 27.212 del 25 de noviembre de 2015 y ubicada en la ciudad de San Isidro, Provincia de Buenos Aires.
Su nombre es un homenaje al pensador, escritor y dirigente de FORJA Raúl Scalabrini Ortiz
El proyecto fue conocido como Universidad Nacional de la Región Metropolitana Norte ya que, en su área de influencia, se encuentran varios municipios del norte del Gran Buenos Aires, como lo son Vicente López, San Isidro, Tigre, San Fernando y Escobar.
La Universidad cuenta con 5 departamentos, 17 carreras y más de 4000 estudiantes. Actualmente cuenta con siguientes carreras:
- Tecnicatura en Análisis Contable
- Licenciatura en Economía
- Tecnicatura en Criminalística
- Licenciatura en Cs Forenses y Criminología
- Tecnicatura en Emergencias Médicas
- Licenciatura en Instrumentación Quirúrgica - CCC
- Enfermería Universitaria
- Tecnicatura en Edición Audiovisual
- Tecnicatura en Sonido Audiovisual
- Tecnicatura en Desarrollo de Videojuegos
- Tecnicatura en Ciberseguridad
- Tecnicatura en Gestión Ambiental
- Licenciatura en Gestión Ambiental
- Profesorado de Educación Inicial
- Tecnicatura en Gestión Pública
- Licenciatura en Gestión Pública - CCC
- Licenciatura en Psicopedagogía
- Licenciatura en Psicopedagogía - CCC
- Licenciatura en Gestión Educativa - CCC
- Datos: Q39081350